# Ctenocompa liopercna
Ctenocompa liopercna är en fjärilsart som beskrevs av Edward Meyrick 1917. Ctenocompa liopercna ingår i släktet Ctenocompa och familjen säckspinnare. Inga underarter finns listade i Catalogue of Life.